# Liste der Kunstwerke im öffentlichen Raum in Niederösterreich/Mostviertel
Die Liste der Kunstwerke im öffentlichen Raum in Niederösterreich enthält die von der Niederösterreich Kultur gelisteten und realisierten Kunstwerke im öffentlichen Raum (Public Art) in Niederösterreich, so sie sich nicht nur temporär im öffentlichen Raum befinden. Aus technischen Gründen ist die Gesamtheit der Kunstwerke auf die vier Viertel aufgeteilt. Hier die Kunstwerke im Mostviertel einschließlich der Landeshauptstadt St. Pölten.
Seit den 1980er Jahren entstehen in Niederösterreich künstlerische Projekte im öffentlichen Raum. Eine Fachjury empfiehlt österreichische und internationale Künstler, Designer und Architekten. Bis Anfang 2013 wurden rund 500 Arbeiten realisiert. Bis 2011 sind diese in mehreren Bänden Veröffentlichte Kunst dokumentiert.

## Kunstwerke
Die Liste repräsentiert den Stand vom 19. Juli 2023.[veraltet] Die Schreibweise der Namen richtet sich nach der Quelle, die Sortierung erfolgt nach dem Ort / der Gemeinde.
| Foto                                                                                          |                 | Name                                                                                           | Typ          | Standort                                    | Künstler                                  | Datierung   | Beschreibung | Metadaten                  |
| --------------------------------------------------------------------------------------------- | --------------- | ---------------------------------------------------------------------------------------------- | ------------ | ------------------------------------------- | ----------------------------------------- | ----------- | --- | -------------------------- |
| ja                                                                                            | Datei hochladen | Gedenkstätte im Schulpark Amstetten ID: 26                                                     |              | Amstetten Standort                          | Norbert Maringer                          | 1999        | Die Arbeit besteht aus zwei Kreisen. Einer bleibt ein wildwucherndes Wiesenstück und grenzt sich klar von der übrigen Grünfläche des Parks ab. An der Umfanglinie des anderen sind zwölf Glaszylinder in die Erde versetzt, die die Namen der verstorbenen Juden der Stadt tragen. | Standort: Mostviertel      |
| BW                                                                                            | Datei hochladen | Intervention in der Bezirkshauptmannschaft von Amstetten ID: 41                                |              | Amstetten Standort                          | Simon Wachsmuth                           | 2000        | Eine stählerne Ranke mit schmiedeeisernen Blättern windet sich an Wänden und Decken des Stiegenhauses in dem Neubau empor. Als poetische Metapher für das Verhältnis zwischen Kunst und Natur, ist der Entwurf an die traditionelle Verwendung pflanzlicher Ornamente in der Architektur angelehnt. | Standort: Mostviertel      |
| BW                                                                                            | Datei hochladen | 21 Fototafeln im Landespensionistenheim ID: 110                                                |              | Amstetten Standort                          | Leo Kandl                                 | 1994–2022   | Nach Wanderungen im Umkreis von Amstetten hat Leo Kandl Obstkulturen und wild wuchernde Pflanzen aufgenommen, die den Bewohnern dieser Region vertraut sind. Die Sujets wurden im zentralen Gang und im Speisesaal des Gebäudes montiert. | Standort: Mostviertel      |
| ja                                                                                            | Datei hochladen | Grabgestaltung für Franz Wagner am Stadtfriedhof Amstetten ID: 169                             |              | Amstetten Standort                          | Oswald Oberhuber                          | 1991        | Die Grabgestaltung ist aus einer Privatinitiative hervorgegangen. Oswald Oberhuber entwarf ein Grabkreuz mit Sockelsystem aus Nirosta-Stahl, auf dem mit herausgestanzten Buchstaben der Name und die Lebensdaten des Verstorbenen aufgeschraubt sind. Einfriedung und Abdeckung erfolgte durch Marmor. | Standort: Mostviertel      |
| ja                                                                                            | Datei hochladen | Lichtobjekte bei der SonnenSchule, SPZ – ASO Amstetten ID: 432                                 |              | Amstetten Standort                          | Christine und Irene Hohenbüchler          | 2002        | Die vier bunten, rundlichen Stahlgebilde zwischen Sonderschule und Polytechnischer Schule für Schüler von sechs bis fünfzehn Jahren sind die Antwort der Künstlerinnen auf den Wunsch nach einem identitätsstiftenden Zeichen. Am Abend beginnen die Kugeln aus kreisförmigen Öffnungen heraus zu leuchten. | Standort: Mostviertel      |
| ja                                                                                            | Datei hochladen | de-demolition (naked building) ID: 931                                                         |              | Amstetten Standort                          | Arturo Hernández Alcázar                  | 2016        | | Standort: Mostviertel      |
| ja                                                                                            | Datei hochladen | Platzgestaltung bei der Volksschule Atzenbrugg ID: 174                                         |              | Atzenbrugg Standort                         | Charlotte und Johannes Seidl              | 1991        | Neben einer Skulptur mit dem Titel Meilenstein aus Buntmarmor, gedacht als Symbol für die Lebensabschnitte, wurde eine tönerne Stiege als Symbol für das Wachsen gefertigt. Ein Brunnen aus glasiertem Ton mit der Oberflächenwirkung von durch Wasser geschliffenem Stein steht für Leben und Bewegung. | Standort: Industrieviertel |
| BW                                                                                            | Datei hochladen | Grafikdesign für die Marktgemeinde Erlauf ID: 234                                              |              | Erlauf Standort                             | Dieter Auracher                           | 2001        | Dieter Auracher entwickelte ein grafisches Konzept mit Orientierungstafeln, Homepage und Briefpapier für die Gemeinde Erlauf, die den Beinamen „Friedensgemeinde“ trägt. Als Logo wählte der Grafiker ein bekanntes Symbol: eine Taube, die jedoch immer wieder in einer anderen Flugposition auftritt. | Standort: Mostviertel      |
| ja                                                                                            | Datei hochladen | Friedensdenkmal am Hauptplatz in Erlauf ID: 349                                                |              | Erlauf Standort                             | Jenny Holzer                              | 1995        | Die Arbeit Jenny Holzers soll an das erste Treffen der Alliierten in Österreich am 8. Mai 1945 erinnern. Das Werk besteht aus drei Teilen: einer einem Flak-Scheinwerfer nachempfundenen Stele mit weitreichendem Lichtstrahl, gravierten Bodenplatten und der Bepflanzung von Maria Auböck. | Standort: Mostviertel      |
| ja                                                                                            | Datei hochladen | Friedensdenkmal am Hauptplatz in Erlauf ID: 350                                                |              | Erlauf Standort                             | Oleg Komov                                | 1995        | Komovs Figurengruppe mit dem russischen und dem amerikanischen Offizier, die am 8. Mai 1945 in Erlauf aufeinander trafen, ist eine Geschenk der ehemaligen Besatzungsmacht. Gemeinsam mit einem Werk von Jenny Holzer ist als Friedensdenkmal konzipiert. | Standort: Mostviertel      |
| BW                                                                                            | Datei hochladen | dazwischen ID: 1058                                                                            |              | Erlauf Standort                             | Catrin Bolt                               | 2022-06-11  | | Standort: Mostviertel      |
| ja                                                                                            | Datei hochladen | Kommt der Komet oder kommt er zu spät? ID: 945                                                 |              | Gansbach, Falcoplatz Standort               | Katrin Plavčak                            | 2018        | Das Falco-Denkmal in Gansbach, dem Ort seiner Familie väterlicherseits, besteht aus einer vier Meter hohen Falco-Silhouette aus Stahl, einem Serpentinit aus dem Dunkelsteinerwald in der Rolle eines Kometen und einem Scheinwerfer, der die Szene abends in buntes Licht hüllt. Der Boden unter dem Serpentinit ist „aufgerissen“, was die Wucht des Aufpralls des Kometen verdeutlicht. Den Titel hat Katrin Plavčak dem Falco-Lied „Nur mit Dir“ entnommen. | Standort: Mostviertel      |
| BW                                                                                            | Datei hochladen | Installation in der Landschaft bei Gresten ID: 101                                             |              | Gresten Standort                            | Stefan Eins                               | 1994        | Thema der Installation mit Bronzegüssen auf Steinen und in der Landschaft sind die physikalisch-biologischen Vorgänge, die zum Entstehen der Wirbelsäule führen, gleichzeitig aber auch anderen Formationsprozessen zu Grunde liegen. | Standort: Mostviertel      |
| BW                                                                                            | Datei hochladen | Skulptur für das NÖ Landespensionisten- und -pflegeheim in Hainfeld ID: 598                    |              | Hainfeld Standort                           | Karin Frank                               | 2007        | Die Bildhauerin Karin Frank hat mit einer bemalten Holzskulptur in der Cafeteria des LPPH dem beliebtesten Haustier eine Art Denkmal errichtet. Eine Tigerkatze in überproportionaler Größe balanciert in der für sie typischen Konzentration vor dem Sprung auf die Beute auf einem roten Spielball | Standort: Mostviertel      |
| ja                                                                                            | Datei hochladen | Wandgestaltung im Landespensionisten- und -pflegeheim Hainfeld ID: 599                         |              | Hainfeld Standort                           | Agnes Fuchs                               | 2007–2017   | | Standort: Mostviertel      |
| ja                                                                                            | Datei hochladen | Volksaltar für die Stiftskirche Herzogenburg ID: 95                                            |              | Herzogenburg Standort                       | Wander Bertoni                            | 1995        | Anliegen des Künstlers war die harmonische Verbindung von barockem Hochaltar und neuem Volksaltar. Die Figuren aus rotem Portugiesischem Marmor, eine selbstbewusste Eva, ein in Überlegungen versunkener Adam und ein Kind als Brücke zur Menschheitswerdung stellen die Schöpfungsgeschichte dar. | Standort: Mostviertel      |
| ja                                                                                            | Datei hochladen | Osterkapelle im Augustiner-Chorherrenstift Herzogenburg ID: 236                                |              | Herzogenburg Standort                       | Ernst Beneder, Anja Fischer               | 2000        | Mit einer aufs äußerste reduzierten Formensprache schufen die Architekten eine schlicht möblierte Kapelle in einem ehemaligen Gang des Stifts. Das barocke Gewölbe und die Fenster Jakob Prandtauers blieben dabei unangetastet. Ein Glasfries von Wolfgang Stifter schließt den Raum nach oben hin ab. | Standort: Mostviertel      |
| BW                                                                                            | Datei hochladen | Gestaltung des Kirchenplatzes in Herzogenburg ID: 427                                          |              | Herzogenburg Standort                       | Eichinger oder Knechtl                    | 2002        | Die Architekten entwarfen für die barocke Stiftskirche einen neuen Vorplatz, dessen Oberfläche mit Steinplatten in sieben Farbtönen gepflastert wurde. Die Betonsteine formen die Hand einer barocken Skulptur aus dem Innenraum der Kirche nach. Reflektorleuchten tauchen das Bild in ein sanftes Licht. | Standort: Mostviertel      |
| ja                                                                                            | Datei hochladen | Brunnen im Schulhof Herzogenburg ID: 43                                                        |              | Herzogenburg Standort                       | Günter Wolfsberger                        | 1998        | Das Zentrum des Schulhofes bildet ein raumgreifendes Brunnenobjekt aus rostfreiem Stahl. Die Form ergibt von jeder Seite ein völlig neues Erscheinungsbild von einem Triangel zu einem Quadrat bis zu einem X. Aus 20 Düsen tritt Wasser in verschiedenen Parabeln aus. | Standort: Mostviertel      |
| BW                                                                                            | Datei hochladen | Künstlerische Gestaltung der Veranstaltungshalle in Kilb ID: 520                               |              | Kilb Standort                               | Gilbert Bretterbauer                      | 2004        | In halber Wandhöhe umfassen mehrere Netzplanen mit einem Muster von sich wiederholenden Farbstreifen den Raum. Die Streifen entsprechen der Abstraktion eines Faltenwurfes und rufen die Anmutung eines dem Auge schmeichelnden Vorhanges hervor, der zugleich als Verhängung der Akustikpaneele einen praktischen Nutzen hat. | Standort: Mostviertel      |
| ja                                                                                            | Datei hochladen | Kreuzweg in Kirchberg an der Pielach ID: 20                                                    |              | Kirchberg an der Pielach Standort           | Josef Kaiser                              | 1998        | Die vierzehn Kreuzwegstationen Josef Kaisers in Kirchberg an der Pielach sind eine Ergänzung des Erscheinungsbildes der bereits umgestalteten Kirchenstraße und bestehen aus 180 cm hohen Säulen aus Nirosta und Zementguss. | Standort: Mostviertel      |
| ja                                                                                            | Datei hochladen | Platzgestaltung in Kirnberg an der Mank ID: 442                                                |              | Kirnberg an der Mank Standort               | Johann Moser                              | 2003        | Die abstrakte Holzskulptur ist gleichzeitig auch eine begehbare Plattform mit einer ebenen Fläche von 150 m² und einer Gesamtfläche von 200 m². Eine flach ansteigende Treppe, Sitzstufen im Bereich der Bushaltestelle und unterschiedlich schrägen Rampen gleichen das Gefälle des Platzes sanft aus. 2016 wurde der Platz abermals neugestaltet. | Standort: Mostviertel      |
| ja                                                                                            | Datei hochladen | Seebühne für Lunz am See ID: 543                                                               |              | Lunz am See Standort                        | Hans Kupelwieser                          | 2004        | Die Seebühne ist ein hybrides Konstrukt, das sowohl als Bühne wie als Strandbad mit Sprungturm genutzt werden kann. Die schwimmende Bühne ruht bei Badebetrieb unter der Seeoberfläche und wird bei Bedarf mechanisch hervorgeholt. Das mehrstufige Sonnendeck kann in einen überdachten Theatersitzbereich umgewandelt werden. | Standort: Mostviertel      |
| BW                                                                                            | Datei hochladen | MEDIA LU(N)Z ID: 954                                                                           |              | Lunz am See Standort                        | Tina Frank                                | 2018        | | Standort: Mostviertel      |
| ja                                                                                            | Datei hochladen | Mahnmal ID: 1010                                                                               |              | Lunz am See Standort                        | Florian Pumhösl                           | 2020        | | Standort: Mostviertel      |
| BW                                                                                            | Datei hochladen | Gestaltung der Kapelle im Landespensionistenheim Mank ID: 98                                   |              | Mank Standort                               | Sabine Bitter                             | 1994        | Der Kapellenraum ist schlicht, ruhig und hell. Er wird von Licht, Farbe und einer einfach gehaltenen Buchenholzgestaltung mit Session, Tabernakel, Ambo und Altar sowie einem Bild der Madonna mit Kind bestimmt. | Standort: Mostviertel      |
| ja                                                                                            | Datei hochladen | Eingangsbereich der Volksschule in Mautern a.d. Donau ID: 184                                  |              | Mautern an der Donau, Schulgasse 2 Standort | Gabriele Epp                              | 1990        | Den ästhetischen Reiz einer alten Mauer mit ihrer Schichtung, Gliederung und feinen Differenzierung der Farben und Formen nimmt die Künstlerin zum Anlass, mit den Mitteln der Keramik den Eingangsbereich zu gestalten. | Standort: Mostviertel      |
| BW                                                                                            | Datei hochladen | konkav/konvex-gerade ID: 844                                                                   |              | Mautern an der Donau Standort               | Peter Paszkiewicz                         | 2013        | | Standort: Wachau           |
| ja                                                                                            | Datei hochladen | Objekt für die Stiftsbibliothek Melk ID: 526                                                   |              | Melk Standort                               | Clegg & Guttmann                          | 2004        | The Moebius Library des Künstlerduos wurde ursprünglich als Präsentationsobjekt für die Waldzell-Konferenz 2004 konzipiert. Eine 2,80 Meter hohe Möbiusschleife aus Sperrholz beherbergt in Regalflächen Schriften von an der Konferenz beteiligten Nobelpreisträgern, Wissenschaftern und Journalisten. | Standort: Mostviertel      |
| BW                                                                                            | Datei hochladen | Skulptur im Wasserbecken des Stiftparks Melk ID: 629                                           |              | Melk Standort                               | Christian Philipp Müller                  | 2006        | In dem steinernen Wasserbecken auf der obersten Etage des Stiftsparks wurde eine Metallwanne auf Betonsockeln installiert, deren Größe und Position nach den idealen Proportionsgesetzen des Goldenen Schnitts errechnet sind. In ihr hat der Künstler ein Gemüsebeet errichtet, das jährlich neu bepflanzt wird. Die Neue Welt heißt die Arbeit. | Standort: Mostviertel      |
| BW                                                                                            | Datei hochladen | Installation in der Bastei des Stiftes Melk ID: 631                                            |              | Melk Standort                               | Roman Ondák                               | 2006        | Nachdem das Kloster im Mozartjahr 2005 angeregt hatte, den Besuch Mozarts im Kloster zum Thema einer künstlerischen Arbeit zu machen, fotografierte Roman Ondák in zahlreichen europäischen Städte die an den Fassaden der Mozart-Gedenkstätten montierten Erinnerungstafeln. Unter dem Titel Tourist’s Trophies zeigte er diese im Sommer 2006 in der Melker Bastei als Repliken. | Standort: Mostviertel      |
|                                                                                               | Datei hochladen | eine Installation im Benediktinerstift Melk ID: 705                                            |              | Melk                                        | Gor Chahal                                | 2010        | Für seine temporäre Installation in der Kirche des Benediktinerstifts Melk griff Gor Chahal die Tradition der Antependien, der Schmückung des Altarunterbaus durch reich verzierte Stoffe, auf. Der Künstler installierte neun großformatige Fotografien, die zentrale Themen der Heiligen Schrift zum Inhalt haben. Drei Werkgruppen von Stillleben sind für die acht Seitenaltäre und den Hochaltar entstanden: Die Opferung, Gott Jehova, Brot und Wein und Das Wunder. | Standort: Mostviertel      |
| ja                                                                                            | Datei hochladen | DOORA ID: 1061                                                                                 |              | Melk Standort                               | Kris Lemsalu                              | 2022        | | Standort: Mostviertel      |
| BW                                                                                            | Datei hochladen | Gestaltung in der Ostarrîchi-Stätte in Neuhofen a.d. Ybbs ID: 39                               |              | Neuhofen an der Ybbs Standort               | Helmut Swoboda                            | 1998        | Hinter den Sitzreihen des Festsaales sind je zwei großformatige quadratische Bilder im Format 2,8 × 2,8 m angebracht, die auf fahrbaren, raumgliedernden Staffeleien montiert sind und sich verschieben lassen. An der Längsseite wurde ein Dutzend quadratische Bilder im Format 90 × 90 cm zu einer Zeile gereiht. | Standort: Mostviertel      |
| BW                                                                                            | Datei hochladen | Gestaltung des Marktzentrums Neulengbach ID: 246                                               |              | Neulengbach Standort                        | Architekten Hiesmayr-Kratochwil-Waldbauer | 2001        | Mit der Neustrukturierung des Marktplatzes, einer Trennung von Verkehrs- und Fußgängerwegen, breiteren Gehsteigen, markierten Parkplätzen, einem Informationsbereich sowie einigen gestalterischen Eingriffen, erfuhr die Stadtgemeinde Neulengbach eine verkehrsplanerische wie ästhetische Aufwertung. | Standort: Industrieviertel |
| BW                                                                                            | Datei hochladen | künstlerische Gestaltung im Landeskrankenhaus Mauer-Öhling ID: 156                             |              | Mauer-Öhling Standort                       | Beatrix Kaser                             | 1992        | In der Eingangshalle des Krankenhauses wurden drei gewebte Textilobjekte aus gefärbten Schnüren an einer Wand installiert. Zentrale Themen der Arbeiten sind das Material, die Struktur und die Farbsymbolik: gelb als nicht reflektierend, rot als Ausdruck vitaler Kraft, violett als Farbe der Magie. | Standort: Mostviertel      |
| BW                                                                                            | Datei hochladen | Spielobjekte für den Kindergarten Petzenkirchen ID: 218                                        |              | Petzenkirchen Standort                      | Efthymios Warlamis                        | 1990        | Ein kleiner Drache und drei Sitzobjekte zum Spielen im Freien, hergestellt im Betongussverfahren. | Standort: Mostviertel      |
| BW                                                                                            | Datei hochladen | Ursa major ID: 917                                                                             |              | Petzenkirchen Standort                      | Irena Eden / Stijn Lernout                | 2017        | | Standort: Mostviertel      |
| BW                                                                                            | Datei hochladen | Konzept für die Landesberufsschule Pöchlarn ID: 439                                            |              | Pöchlarn Standort                           | Katarina Matiasek                         | 2002        | Das durchbrochene Panoramabild einer Waldlandschaft zieht sich gitterartig über alle Stockwerke des Wohnheims der Schule, in der Holz verarbeitende Berufe gelehrt werden. Fotodrucke auf schmalen Streifen bespielen die Innenwände vom Boden bis zur Decke und laden zu imaginären Spaziergängen ein. | Standort: Mostviertel      |
| ja                                                                                            | Datei hochladen | Metallskulptur auf einer Wiese bei Purgstall a.d. Erlauf ID: 108                               |              | Purgstall an der Erlauf Standort            | Robert Kabas                              | 1995        | Thema für die zweiteilige Metallskulptur ist die Ambivalenz der Dinge und der Gedanken. Als diese verkörpert sie die Dualität von Kunst- und Naturform. Der vom Künstler gewählte Standort auf einer Wiese mit Blick auf den Ort soll diese Idee unterstreichen. | Standort: Mostviertel      |
| BW                                                                                            | Datei hochladen | Skulptur am Hochkogel in Randegg ID: 608                                                       |              | Randegg Standort                            | Gunter Damisch                            | 2007        | Die sieben Meter hohe Skulptur mit dem Titel Weltwegbetrachter wurde im Rahmen der Landesausstellung Feuer & Erde 2007 speziell für den Standort konzipiert. Im Bronzeguss ragen aus den Verflechtungen nachgeformter Treibholzäste aus der Ybbs und Baumstämmen kleine, menschliche Figuren heraus. | Standort: Mostviertel      |
| BW                                                                                            | Datei hochladen | Die Vierte Wand ID: 1029                                                                       |              | Rossatz-Arnsdorf Standort                   | Eldine Heep, Klemens Schillinger          | 2020        | | Standort: Mostviertel      |
| BW                                                                                            | Datei hochladen | Installation im NÖ Landespensionisten- und -pflegeheim Scheibbs ID: 594                        |              | Scheibbs Standort                           | Hans Kupelwieser                          | 2007        | Kartoffeldruck nennt Hans Kupelwieser die Installation im Windfang des Gebäudes. Vier Aluminium-Hohlgüsse in Form von Kartoffelknollen sind zwischen Säule und Wand gespannt. Wie bei einem Gewölbe werden Schub- und Druckkräfte in die Senkrechte abgeleitet und dadurch die Kartoffeln in einer spektakulären Schwebe gehalten. | Standort: Mostviertel      |
| BW                                                                                            | Datei hochladen | Gestaltung der Kapelle im Pensionistenheim in St. Peter in der Au ID: 51                       |              | St. Peter in der Au Standort                | Franz Graf                                | 1996–1997   | Die 14 Kreuzwegstationen in der Kapelle des Pensionistenheims bestehen aus einer Kombinationen von biblischen Textzitaten, Ornamentik und Pflanzenzeichnungen. Die teilweise direkt auf der Wand angebrachten Ornamente entsprechen der vereinfachten Darstellung der Blutbahnen des menschlichen Gesichts. | Standort: Mostviertel      |
| BW                                                                                            | Datei hochladen | Gestaltung in der Volksschule St. Peter in der Au ID: 109                                      |              | St. Peter in der Au Standort                | Josef Kaiser                              | 1994        | Im Pausenhof der Volksschule wurde Symbole des Schulbetriebs dargestellt: am Boden ein Blatt aus einem Schulheft mit Spuren von Graphik und Malerei. An der Wand lehnt ein überdimensionaler Bleistift. | Standort: Mostviertel      |
| BW                                                                                            | Datei hochladen | Projekt für die Landesberufsschule St. Pölten ID: 67                                           |              | St. Pölten Standort                         | Werner Reiterer                           | 1997        | Die Gebäudeuntergrabung ist eine konzeptuell subversive Intervention. Mit dem partiellen Freilegen der Fundamente und dem Schaffen der Möglichkeit, dies ästhetisch und physisch zu erleben, legt Werner Reiterer das perfektionistisch standardisierte Erscheinungsbild von Architektur bloß. | Standort: Mostviertel      |
| BW                                                                                            | Datei hochladen | Leuchtobjekt bei der Synagoge in St. Pölten ID: 147                                            |              | St. Pölten Standort                         | Peter Daniel                              | 1993        | Das Objekt aus Neonleuchtröhren im Fenster der Synagoge in St. Pölten gibt das hebräische Wort Emet wieder. In rhythmischen Abständen erlischt der erste Buchstabe des Wortes für kurze Zeit und formt so ein neues Wort mit einer anderen Bedeutung: Emet-Met-Emet, übersetzt: Wahrheit-Tod-Wahrheit. | Standort: Mostviertel      |
| ja                                                                                            | Datei hochladen | Mahnmal im Hammerpark ID: 199 HERIS-ID: 29506 Objekt-ID: 26152                                 |              | St. Pölten Standort                         | Hans Kupelwieser                          | 1988        | Anlässlich des Gedenkjahres 1988 wurde für den Hammerpark ein Mahnmal errichtet, das als Symbol für den ereignis-, kultur- und ideengeschichtlichen Zusammenbruch Österreichs infolge des Geschehens im Jahr 1938 steht. Dieses Kunstwerk ist allen Opfern des Nationalsozialismus gewidmet. | Standort: Mostviertel      |
| BW                                                                                            | Datei hochladen | Skulptur bei der Landessportschule ID: 209                                                     |              | St. Pölten Standort                         | Klaus Pinter                              | 1990        | Es handelt sich um eine Stele mit Aufsatz, die durch ihre Achsendrehung und ihre Position auf das schräg zur Halle liegende Wohngebäude reagiert. | Standort: Mostviertel      |
| BW                                                                                            | Datei hochladen | Gestaltung für das Landespensionistenheim St. Pölten ID: 239                                   |              | St. Pölten Standort                         | Anna Detzlhofer                           | 2000        | Über Rankseile ließ die Landschaftsplanerin Anna Detzlhofer Passionsblumen und Kastanienwein im überdachten Innenhof des Landespensionistenheims hochranken. Pflanzen mit unterschiedlichen Blattstrukturen und Grüntönen in Trögen, über alle fünf Etagen verteilt, formen ein Pflanzenschaubild. | Standort: Mostviertel      |
| ja                                                                                            | Datei hochladen | Haus und Bank Skulpturenpaar vor der HYPO NOE ID: 833                                          |              | St. Pölten Standort                         | Manfred Wakolbinger                       | 2012        | | Standort: Mostviertel      |
| BW                                                                                            | Datei hochladen | Gestaltung des Freiraumes bei der Sportwelt NOE (ehemals Landessportschule St. Pölten) ID: 351 |              | St. Pölten Standort                         | Eva Afuhs                                 | 1992        | Die für den Sportplatz konzipierte Arbeit Quadrant ist ein dreiteiliges Objekt aus Granit. Sie stellt ein in sich geschlossenes Konzept dar, das in seinem theoretischen Ansatz die Idee des sportlichen Wettbewerbs reflektiert. Gleichzeitig kann jedes Teil als eigenständige Arbeit betrachtet werden. | Standort: Mostviertel      |
| BW                                                                                            | Datei hochladen | Eiserner Vorhang für das Stadttheater St. Pölten ID: 433                                       |              | St. Pölten Standort                         | Ursula Hübner                             | 2002        | Ursula Hübners Kugel setzte sich im Wettbewerb für die Gestaltung des Eisernen Vorhangs im Stadttheater St. Pölten durch. Für die Künstlerin ist sie ein „suggestives Zeichen für Materialisierung von Energie, die etwas ins Rollen bringt“. Je nach Beleuchtung verändert sich ihre plastische Wirkung. | Standort: Mostviertel      |
| BW                                                                                            | Datei hochladen | Installation in der St. Pöltner Altstadt ID: 517                                               |              | St. Pölten Standort                         | Walter Berger                             | 2005        | Radnetz Y N° 1 nennt Walter Berger sein spinnennetzartiges Objekt, das er zwischen zwei barocke Häuser der St. Pöltner Altstadt gespannt hat. Das exakt dem Bauplan einer Kreuzspinne folgende Netz aus platiniertem Stahldraht wurde im oberen Drittel der Hauswände vom Dachfirst abwärts angebracht. | Standort: Mostviertel      |
| ja                                                                                            | Datei hochladen | Installation im Regierungsviertel ID: 87                                                       |              | St. Pölten (Festspielhaus) Standort         | Eva Schlegel                              | 1997        | Der 1992 ausgeschriebene, zweistufige Wettbewerb war Ausgangspunkt der künstlerischen Intervention in St. Pölten, in dem sieben Werke österreichischer Künstler zur Realisierung empfohlen wurden. Es sind dies die Arbeiten von Josef Danner, Bruno Gironcoli, Richard Hoeck, Hans Kupelwieser, Christoph Steffner, Thomas Stimm und Heimo Zobernig. Für die Innenraumgestaltung wurden fünf Aufträge direkt an Gunter Damisch, Franz Graf, Brigitte Kowanz, Eva Schlegel und Walter Vopava vergeben. Aus einem eigenen Wettbewerb für die Gestaltung der Kapelle (1995) ging Arnulf Rainer siegreich hervor. Zusätzlich finden sich u. a. noch Werke von Franz Xaver Ölzant, Oskar Putz und Ruth Schnell im Regierungsviertel. Die Arbeiten von Dara Birnbaum bzw. Michelangelo Pistoletto, die ebenfalls von der ersten Jury ausgewählt wurden, wurden nicht realisiert. | Standort: Mostviertel      |
| ja                                                                                            | Datei hochladen | Installation im Regierungsviertel ID: 88                                                       |              | St. Pölten (Landesakademie) Standort        | Ruth Schnell                              | 1997–2018   | Wettbewerbsübersicht | Standort: Mostviertel      |
| BW                                                                                            | Datei hochladen | Installation im Skulpturengarten des NÖ Landesmuseums ID: 90                                   |              | St. Pölten (Landesmuseum) Standort          | Thomas Stimm                              | 1997        | Wettbewerbsübersicht | Standort: Mostviertel      |
| ja                                                                                            | Datei hochladen | Projekt für das NÖ Landesmuseum St. Pölten ID: 449                                             |              | St. Pölten (Landesmuseum) Standort          | Lois Weinberger                           | 2002        | Im Skulpturen- und Naturgarten des Niederösterreichischen Landesmuseums hat Lois Weinberger einen Platz für die Anlegung eines Ruderals ausgesucht. „Der Raum, welcher als Ruderal-Garten gedacht ist, wird mit farbigen Plastikkübeln – Leergebinde dicht an dicht – vollgestellt. Die Behälter werden mit Erde / dem pannonischen Raum entsprechend / gefüllt. Die Bepflanzung erfolgt durch den Wind / die Vögel / durch die in der Erde befindlichen Samen. ‚Mit der Zeit‘ – als integraler Bestandteil der Zeit gesehen – werden sich die Kübel als Behälter auflösen und sich nur mehr als bunte Farbsplitter auf der geschlossenen – verwachsenen – Fläche zeigen.“ (Lois Weinberger) | Standort: Mostviertel      |
| BW                                                                                            | Datei hochladen | Installation im Regierungsviertel St. Pölten ID: 450                                           |              | St. Pölten (Regierungsviertel) Standort     | Leo Zogmayer                              | 2002        | Das Skulpturenprojekt FREI auf der Wiese zwischen Haus 12 und der Traisenpromenade ist das Resultat einer intensiven Reflexion über das Thema Freiheit. Bei genauer Betrachtung der Formen aus gegossenem Beton, lässt sich eine Negativform des Wortes FREI entziffern. | Standort: Industrieviertel |
| BW                                                                                            | Datei hochladen | Installation im Regierungsviertel ID: 78                                                       |              | St. Pölten (Regierungsviertel) Standort     | Gunter Damisch                            | 1997        | Wettbewerbsübersicht | Standort: Mostviertel      |
| BW                                                                                            | Datei hochladen | Plakatprojekt ID: 79                                                                           |              | St. Pölten (Regierungsviertel) Standort     | Josef Danner                              | 1997        | Wettbewerbsübersicht | Standort: Mostviertel      |
| ja BW                                                                                         | Datei hochladen | Installation im Regierungsviertel ID: 80                                                       |              | St. Pölten (Regierungsviertel) Standort     | Bruno Gironcoli                           | 1997        | Wettbewerbsübersicht | Standort: Mostviertel      |
| ja                                                                                            | Datei hochladen | Installation im Regierungsviertel ID: 81                                                       |              | St. Pölten (Regierungsviertel) Standort     | Franz Graf                                | 1997        | Wettbewerbsübersicht | Standort: Mostviertel      |
| BW                                                                                            | Datei hochladen | Installation im Regierungsviertel ID: 82                                                       |              | St. Pölten (Regierungsviertel) Standort     | Richard Hoeck                             | 1997        | Wettbewerbsübersicht | Standort: Mostviertel      |
| BW                                                                                            | Datei hochladen | Installation im Regierungsviertel St. Pölten ID: 83                                            |              | St. Pölten (Regierungsviertel) Standort     | Brigitte Kowanz                           | 1996        | Wettbewerbsübersicht | Standort: Mostviertel      |
| ja                                                                                            | Datei hochladen | Installation im Regierungsviertel ID: 84                                                       |              | St. Pölten (Regierungsviertel) Standort     | Hans Kupelwieser                          | 2000        | Wettbewerbsübersicht | Standort: Mostviertel      |
| BW                                                                                            | Datei hochladen | Installation im Regierungsviertel ID: 85                                                       |              | St. Pölten (Regierungsviertel) Standort     | Franz Xaver Ölzant                        | 1997        | Wettbewerbsübersicht | Standort: Mostviertel      |
| BW                                                                                            | Datei hochladen | Installation im Regierungsviertel ID: 86                                                       |              | St. Pölten (Regierungsviertel) Standort     | Arnulf Rainer                             | 1997        | Wettbewerbsübersicht | Standort: Mostviertel      |
| ja                                                                                            | Datei hochladen | Installation im Regierungsviertel ID: 89                                                       |              | St. Pölten (Regierungsviertel) Standort     | Christoph Steffner                        | 1997        | Wettbewerbsübersicht | Standort: Mostviertel      |
| ja                                                                                            | Datei hochladen | Installation im Regierungsviertel ID: 91                                                       |              | St. Pölten (Regierungsviertel) Standort     | Walter Vopava                             | 1997        | Wettbewerbsübersicht | Standort: Mostviertel      |
| BW                                                                                            | Datei hochladen | Installation im Regierungsviertel ID: 92                                                       |              | St. Pölten (Regierungsviertel) Standort     | Heimo Zobernig                            | 1997        | Wettbewerbsübersicht | Standort: Mostviertel      |
| BW                                                                                            | Datei hochladen | Gedenkstein ID: 208                                                                            |              | St. Pölten (Regierungsviertel) Standort     | Peter Paszkiewicz                         | 1987        | Der Stein zu Ehren des heiligen Leopold ist in strenger Blockform gehalten. Den Carrara-Marmor zieren drei Wappensiegel, angeordnet in der Mitte, gereiht in Längsrichtung des Blockes. Dargestellt sind das päpstliche Wappen, das Wappen der Erzdiözese Wien und der Diözese St. Pölten. Die Seiten sind leicht drapiert, zeigen das Mantelmotiv im Sinne einer Schutzfunktion. Der Stein wurde fein geschliffen, wodurch er eine haptische Form bekommt – ein Stein zum Anfassen. Der heilige Leopold in Form eines Marmorblocks soll den Grundsteingedanken für die Landeshauptstadt symbolisieren. Diese Bedeutung wird noch besonders unterstrichen durch die Weihe des Steines anlässlich des Papstbesuches 1988. | Standort: Mostviertel      |
| BW                                                                                            | Datei hochladen | Installation im Regierungsviertel St. Pölten ID: 241                                           |              | St. Pölten (Regierungsviertel) Standort     | Hilde Fuchs                               | 2001        | Hilde Fuchs hat auf den Böden der Lifte der beiden Häuser, die im Regierungsviertel St. Pölten die Abteilung Kultur und Wissenschaft beherbergen, vier Bildteppiche aus Plastik als „begehbare Originale der Malerei“ (Fuchs) installiert. Die Bildornamente sind arabischen Teppichmustern nachempfunden. | Standort: Mostviertel      |
| BW                                                                                            | Datei hochladen | Spiegelarbeit in der Landesbibliothek im Regierungsviertel St. Pölten ID: 256                  |              | St. Pölten (Regierungsviertel) Standort     | Michelangelo Pistoletto                   | 1962–1988   | Die Arbeit Figur, die einen Spiegel zeigt – Selbstbildnis wurde für die Niederösterreichische Landesbibliothek angekauft. Sie entstand zwischen 1962 und 1988 und ist Teil einer Werkgruppe, in der Pistoletto Spiegel und Fotografie in einer neuen Bildkonzeption miteinander in Verbindung bringt. | Standort: Mostviertel      |
| BW                                                                                            | Datei hochladen | Wandmalerei ID: 299                                                                            |              | St. Pölten (Regierungsviertel) Standort     | Oskar Putz                                | 1997        | Farbkonzept der Innenräume im Landhaus | Standort: Mostviertel      |
| BW                                                                                            | Datei hochladen | Installation im Regierungsviertel St. Pölten ID: 426                                           |              | St. Pölten (Regierungsviertel) Standort     | Georgia Creimer                           | 2002        | Für ein Stiegenhaus im Regierungsbezirk St. Pölten entstand eine Konstruktion von zwei miteinander verbundenen, amorphen Formen an Wand und Boden, die Assoziationen zu Bäumen und Blumen aufkommen lässt. Der Titel der Arbeit Sysiphus (2. Version) geht auf die sechsteilige Arbeit Sysiphus zurück. | Standort: Mostviertel      |
| BW                                                                                            | Datei hochladen | Projekt für das Regierungsviertel St. Pölten – niederösterreichisches Kulturdepot ID: 429      |              | St. Pölten (Regierungsviertel) Standort     | Norbert Fleischmann                       | 2003        | Norbert Fleischmann hat seine Arbeit Museum auf eine Wand im Wartebereich des Hauses im St. Pöltner Regierungsviertel, das die Abteilung Kultur und Wissenschaft beherbergt, montieren lassen. Eine graue Ausstellungswand mit schwarzen Randleisten ist der Träger seiner vier gold gerahmten Bilder. Das Kunstwerk befindet sich seit Januar 2009 im Niederösterreichischen Kulturdepot. | Standort: Mostviertel      |
| BW                                                                                            | Datei hochladen | Ton-Raum-Installation im Regierungsviertel St. Pölten ID: 436                                  |              | St. Pölten (Regierungsviertel) Standort     | Bernhard Leitner                          | 2003        | Klangstein heißt die Installation, in der im Kulturbezirk St. Pölten zwischen Landesbibliothek und -archiv ein Klangstrahl über eine Parabolschale auf einen schwarzen Granitstein projiziert wird. Bewegt man sich in den Bereich des reflektierten Tonstrahles, wird ein Wasserrauschen vernehmbar. | Standort: Mostviertel      |
| BW                                                                                            | Datei hochladen | Installation in der Portierloge im Haus 1 im Regierungsviertel St. Pölten ID: 438              |              | St. Pölten (Regierungsviertel) Standort     | Rudolf Macher                             | 2002        | Rudolf Macher hat die unbesetzte Portierloge eines Hauses im Regierungsbezirk St. Pölten von innen mit schwarz beschichteten Platten verkleidet. Aus diesen ist der Schriftzug „I saw an object which prevented it from seeing“ in Augenhöhe ausgestanzt. Durch die feine Schrift dringt Licht nach außen. | Standort: Mostviertel      |
| BW                                                                                            | Datei hochladen | Natur-Stück für das Regierungsviertel St. Pölten ID: 541                                       |              | St. Pölten (Regierungsviertel) Standort     | Brigitte Kordina                          | 2004        | Die Arbeit Natur-Stück befindet sich im Erdgeschoß des Hauses 1 im Regierungsviertel. Was zunächst wie aus den steinernen Bodenplatten herauswachsende Grasbüschel wirkt, entpuppt sich bei genauem Hinschauen als eine Montage maßstabsgetreuer Fotoaufnahmen der Steinplatten, in die am Computer die Abbildungen von Grashalmen hineinkopiert wurden. | Standort: Mostviertel      |
| BW                                                                                            | Datei hochladen | Installation im Regierungsviertel St. Pölten ID: 582                                           |              | St. Pölten (Regierungsviertel) Standort     | Gabriele Kutschera                        | 1997–1998   | Zwischen der verglasten Eingangsfront und der horizontalen Gliederung der einzelnen Stockwerke ergibt sich ein 5 m tiefer und 12,5 m hoher Raum. Gabriele Kutschera hat in diesem Raum 32, im Verlauf von min. 30 cm bis max. 100 cm Durchmesser handgeschmiedete, ineinander greifende Kreiselemente aus Schmiedeeisen, mit eingebranntem Leinölfirnis oberflächenversiegelt, von der Decke abgehängt. | Standort: Mostviertel      |
| BW                                                                                            | Datei hochladen | Block II ID: 586                                                                               |              | St. Pölten (Regierungsviertel) Standort     | Marianne Maderna                          | 1987        | Das Kunstwerk befindet sich in Haus 1a, Terrasse, 4. Obergeschoß | Standort: Mostviertel      |
| ja                                                                                            | Datei hochladen | Kaskaden-Brunnen ID: 587                                                                       |              | St. Pölten (Regierungsviertel) Standort     | Günter Wolfsberger                        | 2003        | Der Brunnen befindet sich hinter der Shedhalle des NÖ Landesmuseums | Standort: Mostviertel      |
| BW                                                                                            | Datei hochladen | Wandgestaltung im Forum der NÖ Versicherung in St. Pölten ID: 588                              | Installation | St. Pölten (Regierungsviertel) Standort     | Nikolaus Gansterer                        | 2007        | Die Installation Der Wechselschattenspeicher übersetzt Zeichnung in eine räumliche Dimension. Eine in die Wand gefräste Zeichnung im Innenraum des Forums ermöglicht je nach Licht- und Schatteneinfall eine holistische Wahrnehmung nur aus mehreren, zeitlich nacheinander eingenommenen Positionen. | Standort: Mostviertel      |
| ja                                                                                            | Datei hochladen | Skulptur vor dem ORF-Zentrum St. Pölten ID: 644                                                |              | St. Pölten (Regierungsviertel) Standort     | Manfred Wakolbinger                       | 2008        | Der Titel der Skulptur Receiver, die vor der öffentlich-rechtlichen Rundfunkanstalt installiert ist, spricht in diesem Zusammenhang für sich. Darüber hinaus gehört sie zur Werkserie der Travellers, die den philosophischen Begriff des Leibes als vermittelnde Instanz zwischen Geist und Körper aufgreift. | Standort: Mostviertel      |
| [[Vorlage:Bilderwunsch/code!/C:48.20266,15.633582!/D:Verstickung. Mixed-media-Projekt!/\|BW]] | Datei hochladen | Verstickung. Mixed-media-Projekt ID: 840                                                       |              | St. Pölten Standort                         | Marlene und Lina Streeruwitz              | 2013        | | Standort: Mostviertel      |
| BW                                                                                            | Datei hochladen | der neunte Tag ID: 858                                                                         |              | St. Pölten Standort                         | Simon Wachsmuth                           | 2014        | | Standort: Mostviertel      |
| BW                                                                                            | Datei hochladen | kartenbüro ID: 873                                                                             |              | St. Pölten Standort                         | feld72                                    | 2015        | | Standort: Mostviertel      |
| BW                                                                                            | Datei hochladen | Mahnmal für die Zwangsarbeitslager St. Pölten-Viehofen ID: 682                                 |              | St. Pölten-Viehofen Standort                | Catrin Bolt                               | 2010        | In Viehofen, einem kleinen Ort neben St. Pölten, gab es in den Jahren 1944 und 1945 zwei Zwangsarbeitslager. Später kam auf das Areal ein künstlicher See, der von der Bevölkerung nun als Freizeitareal – zum Schwimmen, Spazieren und Fahrradfahren – benutzt wird. Wie in Freizeitarealen üblich, habe ich an verschiedenen Orten um den See Orientierungstafeln aufgestellt. Die eigene Position ist mit einem roten Punkt markiert, so dass die/der BetrachterIn versucht, sich zu verorten, dabei aber bemerkt, dass die Tafeln zwar das gleiche Gebiet, aber eine völlig andere Zeit zeigen. Mit Hilfe der Legende ist es möglich, die zwei Zwangsarbeitslager zu definieren. | Standort: Mostviertel      |
| ja                                                                                            | Datei hochladen | Skulptur beim Bahnhof in St. Valentin ID: 119                                                  |              | St. Valentin Standort                       | Richard Künz                              | 1994–2023   | Die Skulptur aus aufgeschlichteten Holzbrettern mit verdrehten Flächen und weit schwingenden Kanten ist eine materialisierte, philosophische Reflexion über das Wechselspiel visueller Wahrnehmung zwischen Vertrautem und Entfremdetem. Beim Umbau des Bahnhofes wurde die Skulptur demontiert. | Standort: Mostviertel      |
| ja                                                                                            | Datei hochladen | Projekt beim Bahnhof in St. Valentin ID: 126                                                   |              | St. Valentin Standort                       | Norbert Maringer                          | 1993        | Norbert Maringer hat auf dem Bahnhofsgelände die Decke eines ehemaligen Bunkers in Kreuzform ausheben lassen und diese mit Erde und Granitplatten belegt, um so eine zwanglose Auseinandersetzung mit Geschichte zu ermöglichen. Bei Umbauarbeiten wurde die Arbeit demontiert. | Standort: Mostviertel      |
| BW                                                                                            | Datei hochladen | Malerei in der Volksschule Traisen ID: 99                                                      |              | Traisen Standort                            | Josef Danner, Franz Schwarzinger          | 1994        | Die Künstler haben in der Volksschule Traisen die Seitenwände des glasüberdachten Pausenraums mit einer ornamentalen all-over-Malerei überzogen und die strenge Symmetrie des Raumes aufgelockert. | Standort: Mostviertel      |
| ja                                                                                            | Datei hochladen | Brunnenanlage für die Hauptschule Traismauer ID: 221                                           |              | Traismauer Standort                         | Günter Wolfsberger                        | 1990        | Neun quadratische Schwimmkörper füllen das Brunnenbecken. Sie sind miteinander verbunden und begehbar, Nasswerden ist eingeplant. Auf fünf der schwimmenden Pontos ragen bunte Halme hoch, mit Rundungen, Spitzen und Zacken, Grashalmen ähnlich oder Werkzeugen, die sich durch die Strömung bewegen und auf den Wind reagieren. | Standort: Mostviertel      |
| ja                                                                                            | Datei hochladen | Gestaltung des Eingangs und Hofes bei der Hauptschule Tulln ID: 165                            |              | Tulln, Wiener Straße 23 Standort            | Gert Linke                                | 1992        | Die künstlerische Gestaltung umfasst ein Wandobjekt sowie die Gestaltung des Bodens, des Zauns und der Müllraumüberdachung. Der einem Kinderspiel entlehnte Titel Alles was Flügel hat fliegt manifestiert sich in den halbplastisch aus der Wand herausgebildeten Objekten und dem Stuhl am Boden. | Standort: Industrieviertel |
| BW                                                                                            | Datei hochladen | Krankenhaus ID: 197                                                                            |              | Tulln Standort                              | Helmut Krumpel                            | 1988        | Wandfläche im Therapiebeckenraum: Die hinter den Stufen des Beckens liegende Malerei erweitert den Raum, transportiert Licht und soll entspannend und beruhigend auf die Patienten wirken. | Standort: Industrieviertel |
| BW                                                                                            | Datei hochladen | Brunnen im Innenhof des Krankenhauses ID: 203                                                  |              | Tulln Standort                              | Gert Linke                                | 1988        | Brunnen im Innenhof: Eine durch Steher (Nirosta) gehaltene, vertikale Granitplatte (Korallrot) wird mit Wasser beidseitig berieselt. Die Steher und die sichtbare Leitung sind gleichberechtigte Gestaltungsmittel. | Standort: Industrieviertel |
| BW                                                                                            | Datei hochladen | Zentralheizung im Krankenhaus ID: 222                                                          |              | Tulln Standort                              | Günter Wolfsberger                        | 1988        | Das mit Lackfarben bemalte Objekt zeigt eine Mutation blattähnlicher Formen zu einer Alarm signalisierenden Fahne. Durch die Hohlräume der Plastik zirkuliert das heiße Wasser der Zentralheizung. | Standort: Industrieviertel |
| ja                                                                                            | Datei hochladen | Installation für Kunst im Garten DIE GARTEN TULLN ID: 589                                      |              | Tulln Standort                              | Emese Benczúr                             | 2008        | Über ein 10 × 7 × 2 m umfassendes Gerüst ist ein Moskitonetz gespannt. Durch einen schmalen Eingang gelangt man ins Innere der Skulptur und durch ein Labyrinth parallel aufgespannter Netze in ein Gartenzimmer. Hier wird der Satz „Deep in Things“ lesbar, der durch die Überlagerungen der Netze gebildet wird. | Standort: Industrieviertel |
| ja                                                                                            | Datei hochladen | Skulptur für Kunst im Garten DIE GARTEN TULLN ID: 590                                          |              | Tulln Standort                              | Ines Doujak                               | 2008        | Daphne heißt die Skulptur, die, rauchend in einem Teich hinter dem Besucherzentrum sitzend, provokant das Bild einer selbstbewussten Frau vertritt. Ausgerüstet mit einem Netz ist sie im Gegensatz zur Geschichte nicht die Gejagte, sondern die Jägerin. Parallel zur Skulptur entstand eine Postkarte. | Standort: Industrieviertel |
| ja                                                                                            | Datei hochladen | Installation für Kunst im Garten DIE GARTEN TULLN ID: 591                                      | Installation | Tulln Standort                              | Nils Norman                               | 2008        | From Gasoline to Sugar Beet heißt die Installation des britischen Künstlers, mit der er auf die weltweite Krise in Bezug auf Energiegewinnung verweist. Etliche Wegweiser mit Aufschriften wie „Atomkraft“, „Iran“, „Wasserstoff“, „Brasilien“, „Arabischen Emiraten“ oder „Erdwärme“ wurden an verschiedenen Wegkreuzungen installiert. | Standort: Industrieviertel |
| ja                                                                                            | Datei hochladen | Bodenarbeit für Kunst im Garten DIE GARTEN TULLN ID: 592                                       |              | Tulln Standort                              | Dan Perjovschi                            | 2008        | Flat world heißt die Arbeit, die aus 200 in den Boden eingelassenen Keramikfliesen besteht. Mit der für ihn charakteristischen cartoonartigen Semiotik hat Dan Perjovschi ihnen seine kritischen Anmerkungen zum Klimawandel eingebrannt. Ein performatives Element bringen die Besucher ein, wenn sie die Fläche erkundend betreten. | Standort: Industrieviertel |
| ja                                                                                            | Datei hochladen | Skulptur für Kunst im Garten DIE GARTEN TULLN ID: 593                                          |              | Tulln Standort                              | Klaus Weber                               | 2008        | Ein Affe sitzt auf einem Stapel Bücher im Tullner Auwald und betrachtet einen menschlichen Totenkopf. Ein Zirkel und eine Glühbirne ergänzen das Arrangement. Die Skulptur des Konzeptkünstlers mit dem Titel Coverversion ist eine Replik der Kleinskulptur Affe mit Schädel des Bildhauers Hugo Rheinhold aus dem Jahr 1893. | Standort: Industrieviertel |
| ja                                                                                            | Datei hochladen | Freiraumgestaltung im NÖ Landespflegeheim Tulln-Rosenheim ID: 597                              |              | Tulln Standort                              | Regula Dettwiler                          | 2008        | Die Künstlerin entwarf eine miniaturartige, puristische Landschaft mit begrasten Hügelkuppen, Steinhaufen, Gehwegen, Bänken, Bäumen und zwei kleinen Teichen – Imitate des Aral- und Chiemsees – sowie kleinen Häuschen. Im Areal siedelte sie zahlreiche Tiere an, die nun seitens des Heims betreut werden. | Standort: Industrieviertel |
| ja                                                                                            | Datei hochladen | von eins zu zwei ID: 868 HERIS-ID: 28660 Objekt-ID: 25255                                      |              | Türnitz Standort                            | Anna Wickenhauser / Henny Liebhart-Ulm    | 2014        | | Standort: Mostviertel      |
| BW                                                                                            | Datei hochladen | Rosae ID: 930                                                                                  |              | Landespflegeheim Türnitz, Türnitz Standort  | Lazar Lyutakov                            | 2017        | | Standort: Mostviertel      |
| BW                                                                                            | Datei hochladen | Eisenzeichen für die HTL Waidhofen a.d. Ybbs ID: 153                                           |              | Waidhofen an der Ybbs Standort              | Walfried Huber                            | 1990        | Nach dem gescheiterten Versuch, von Schülern und Lehrern einen Brunnen mit Zeichencharakter für den Schulhof entwerfen zu lassen, wurde Waldfried Hubers Vorschlag, eine 4,8 Meter hohe Stahlkomposition auf Granit, in Einheit mit dem architektonischen Umfeld zu errichten, umgesetzt. | Standort: Mostviertel      |
| BW                                                                                            | Datei hochladen | Gestaltung des Stadtplatzes in Waidhofen an der Ybbs ID: 237                                   |              | Waidhofen an der Ybbs Standort              | Ernst Beneder                             | 2001        | Das Revitalisierungsprogramm des Architekten Ernst Beneder umfasst neben der Gestaltung des Stadtplatzes, der Neustrukturierung von ganzen Straßenzügen und deren infrastrukturelle Aufrüstung, die Modernisierung des alten Rathauses und einige punktuell gesetzte Architekturelemente wie zwei Brunnen. | Standort: Mostviertel      |
| BW                                                                                            | Datei hochladen | Gestaltung der Kapelle im Landespensionistenheim Waidhofen an der Ybbs ID: 171                 |              | Waidhofen an der Ybbs Standort              | Oskar Putz                                | 1992        | Der subtile baukünstlerische Entwurf umfasst ein auf zwei Farben reduziertes Farbkonzept, einen grauen Teppich, eine Lichtdecke und ein Tageslicht spendendes Oberlicht. Vergoldetet Quadrate markieren die Kreuzwegstationen. Hinter dem Altar wurde ein einfaches, frei schwebendes Kreuz angebracht. | Standort: Waldviertel      |
| BW                                                                                            | Datei hochladen | Gestaltung der Fassade des Landespensionistenheimes Wallsee ID: 57                             |              | Wallsee Standort                            | Carla Kamenik                             | 1993        | Die Fassadengestaltung aus Fayenceplatten mit Emailmalerei stellt eine Szene aus dem Leben des hl. Severin im Donauraum dar. Auf Illusion von Körper und Raum wird zu Gunsten der Gebärdensprache weitgehend verzichtet. Die Größenverhältnisse werden von der Bedeutung der Personen bestimmt. | Standort: Mostviertel      |
| BW                                                                                            | Datei hochladen | Skulptur für das Dach des Landespensionisten- und -pflegeheims Wallsee ID: 534                 |              | Wallsee Standort                            | Siggi Hofer                               | 2005        | Auf Aluminiumplatten gedruckte Brauntöne muten wie ein großes Stück Holz auf dem Dach des Pensionistenheims an. Treibholz ist der Titel der Skulptur. Für den Künstler stellt sie eine Metapher für eine Vielzahl an Geschichten und Möglichkeiten in Verbindung mit der Transitorik eines zurückgelegten und noch zurückzulegenden Weges dar. | Standort: Mostviertel      |
| ja                                                                                            | Datei hochladen | Brückengestaltung in Weinburg an der Pielach ID: 127                                           |              | Weinburg Standort                           | Robert Marschall                          | 1993–1994   | Die Gestaltung des „Brückenheiligen“ entspricht einem seit dem Barock üblichen Motiv. Marschall hat diese Tradition mit einer flachen, skizzenhaft dargestellten Metallfigur in die Gegenwart übersetzt und stellt den Heiligen in eine Reihe mit anderer Märtyrern. | Standort: Mostviertel      |
| ja                                                                                            | Datei hochladen | Steinmauer beim Pensionistenheim in Wilhelmsburg ID: 10                                        |              | Wilhelmsburg Standort                       | Gabriele Berger                           | 1998        | Gabriele Berger hat für das neu errichtete Pensionistenheim in Wilhelmsburg eine Skulptur in Form einer Reihe loser quaderförmiger Steine entlang der Zufahrtsrampe entworfen. Die Gesamtfläche der Steinskulptur nimmt 35 × 2 m ein. | Standort: Mostviertel      |
| BW                                                                                            | Datei hochladen | künstlerische Gestaltung der Kapelle in Wolfsbach ID: 428                                      |              | Wolfsbach Standort                          | Manfred Erjautz                           | 2003        | Manfred Erjautz reagierte auf den Wunsch nach einem Porträt der Gemeinde mit der Bitte an Vereine, Betriebe und Einzelpersonen im Ort, 120 in Glasregalen stehende Glaskuben nach ihrer Vorstellung zu gestalten, um sich selber darzustellen und später ihre Kunstwerke in einem Film zu erklären. | Standort: Mostviertel      |
| BW                                                                                            | Datei hochladen | Kapelle im Landespensionistenheim ID: 185                                                      |              | Ybbs an der Donau Standort                  | Herbert Fischer                           | 1989–2022   | Das Thema für die Gestaltung der Kapelle ist dem Neuen Testament „Beschneidung und Darstellung Jesu im Tempel, Simeon und Hanna“ entnommen, in welchem ältere Menschen Trost und Kraft durch die Begegnung mit Christus erlangen. | Standort: Mostviertel      |
| BW                                                                                            | Datei hochladen | Brunnen für den Marktplatz in Ybbsitz ID: 3                                                    |              | Ybbsitz Standort                            | Sepp Auer                                 | 1998        | Brunnen und Trinkbrunnen sind von reduzierter, klaren Formensprache in Herschenberger Granit ausgeführt. Der Brunnen hat eine quadratische Grundfläche und steht in der Längsachse des Platzes, die zum Trinkbrunnen führt. | Standort: Mostviertel      |
| BW                                                                                            | Datei hochladen | Wehrsteg, Fußgängerbrücke über den Prollingbach in Ybbsitz ID: 19                              |              | Ybbsitz Standort                            | Robert Kabas                              | 1998        | Die Brücke ist eine funktionelle, in die Umgebung integrierte begehbare Skulptur. Die ineinander verschränkte und verschachtelte Struktur macht Prozess des Zusammenfügens sichtbar. Wie ein Molekulargitter stellt sie die Verbindung zwischen den Ufern her. | Standort: Mostviertel      |
| BW                                                                                            | Datei hochladen | Objekt im Dr. Meyer-Park in Ybbsitz ID: 247                                                    |              | Ybbsitz Standort                            | Michael Kienzer                           | 1998        | Der abstrakten Skulptur aus gebogenem und gewickeltem Kupferrohr liegt die Idee von der Entstehung eines Volumens aus einer Linie zugrunde. Durch die künstliche Oxydation des Metalls treten die einzelnen Kupferrohre in den Hintergrund, und die Skulptur wirkt wie aus einem Guss geschaffen. | Standort: Mostviertel      |
| BW                                                                                            | Datei hochladen | Objekt im Freibad in Ybbsitz ID: 260                                                           |              | Ybbsitz Standort                            | Werner Skvara                             | 1998        | Mit dem Titel Doppelliege gibt das Objekt zwar vor ein reines Gebrauchsobjekt zu sein. Vielmehr ist es jedoch ein Kunstwerk, das mit dem Begriff des Gebrauchsobjekts spielt. Es besteht aus einer gekanteten Fläche, in die gerolltes Blech eingesetzt wurde, um den Eindruck von Körpern darzustellen. | Standort: Mostviertel      |
| BW                                                                                            | Datei hochladen | Skulptur in der Marktgemeinde Ybbsitz ID: 363                                                  |              | Ybbsitz Standort                            | Uwe Hauenfels                             | 1996 – 1966 | Die metallene, leuchtend gelb bemalte Skulptur besteht aus drei scherenschnittartigen Elementen, die ein abstrahiertes Auge darstellen. Nachdem es bei Bewohnern das Gefühl des Überwachtwerdens hervorrief, wurde das Objekt in einer Wiese platziert. | Standort: Mostviertel      |
| ja                                                                                            | Datei hochladen | Stahlbogensteg bei Ybbsitz ID: 372                                                             |              | Ybbsitz Standort                            | Franz Wahler                              | 1996        | Der Ybbsitzer Schlossermeister Franz Wahler entwickelte mit dem Architekten Robert Schwan einen stählernen Steg von 23 m Spannweite, der über den Wasserfall führt. Außergewöhnlich sind die filigrane Gestaltung, die sich unaufdringlich in die Landschaft fügt, und die statisch-konstruktive Konzeption. | Standort: Mostviertel      |
| BW                                                                                            | Datei hochladen | Brunnengestaltung in Ybbsitz ID: 819                                                           |              | Ybbsitz Standort                            | Sepp Auer                                 | 2012        | | Standort: Mostviertel      |
| BW                                                                                            | Datei hochladen | Plattform ID: 962                                                                              |              | Ybbsitz Standort                            | Leo Schatzl                               | 2018        | | Standort: Mostviertel      |
| BW                                                                                            | Datei hochladen | Eingang bei der Volksschule Zeiselmauer ID: 211                                                |              | Zeiselmauer Standort                        | Johannes und Charlotte Seidl              | 1990        | An der fast hundertjährigen Volksschule wurden der Eingang und die Fassade von den Künstlern mit einer Gestaltung aus Keramik verändert, um den Eingang zur Schule zu betonen. | Standort: Industrieviertel |

## Quelle
- Kunst im öffentlichen Raum Niederösterreich (Stand: 1. Jänner 2016)
- Katalog Kunst im öffentlichen Raum Niederösterreich. (csv) Land Niederösterreich, 28. Juni 2013, abgerufen am 4. August 2015 (Lizenz: Creative Commons Namensnennung 3.0 Österreich).